# マリンポートかごしま
マリンポートかごしまは、鹿児島県鹿児島市中央港新町の人工島上にある鹿児島港の港湾施設である。全域が鹿児島港中央港区となっている。主に大型観光船の埠頭として利用される。
2007年（平成19年）9月28日に1期1工区の供用開始をした。2016年（平成28年）に1期2工区の整備が終了し、総事業費267億円をかけた1期事業（24ha）が完了した。2期事業（42.3ha）は凍結されている。

## 経緯
- 1990年（平成2年） - 鹿児島県総合基本計画において「大型観光船ふ頭の整備等」として計画される。
- 1991年（平成3年） - 鹿児島県と鹿児島市共同で「鹿児島港ウォーターフロント開発基本計画」として策定される。
- 1999年（平成11年） - 一般公募により名称を「マリンポートかごしま」に決定、廃棄物埋立護岸工事着手。
- 2005年（平成17年） - 新たな整備方針が発表され、2期計画については、1期事業の埋立完成時に改めて検討と発表[1]。
- 2007年（平成19年） - 1期1工区（10.3ha）の埋立完了、1期1工区の供用開始。
- 2015年（平成27年） - 1期2工区一部（親水広場、ヘリポート等約3ha）の供用開始[3]。
- 2016年（平成28年） - 1期2工区（13.7ha）の整備完了、7月18日に伊藤祐一郎知事らが出席してオープニング式典[2]。
- 2018年 （平成30年）4月7日 - 鹿児島クルーズターミナルがオープンし、ここで出入国手続きや検疫、税関手続きなどが行えるようになった。[4]

またアメリカの船会社、ロイヤルカリビアンクルーズと提携し、将来的には現在の16万トン対応の埠頭を22万トン対応へ、16万トン規模の埠頭をもう一つと専用ターミナルが整備される予定。
- 2025年2月1日 - なんきゅうドックによりマリンポートかごしま - 鹿屋港間の定期航路開設[6]。[7]

## 施設
- 着岸施設
海上における人命の安全のための国際条約に基づき、一部の区域が「国際埠頭施設（制限区域）」と「国際水域施設」に指定されている[8]。
- ふれあいぽーと
- 鹿児島クルーズターミナル（CIQ施設、物販、交流スペース）
- 防災シェルター
- ヘリポート
- 親水広場
- ふれあい広場
- 芝生広場
- 芝生観覧席

## ギャラリー

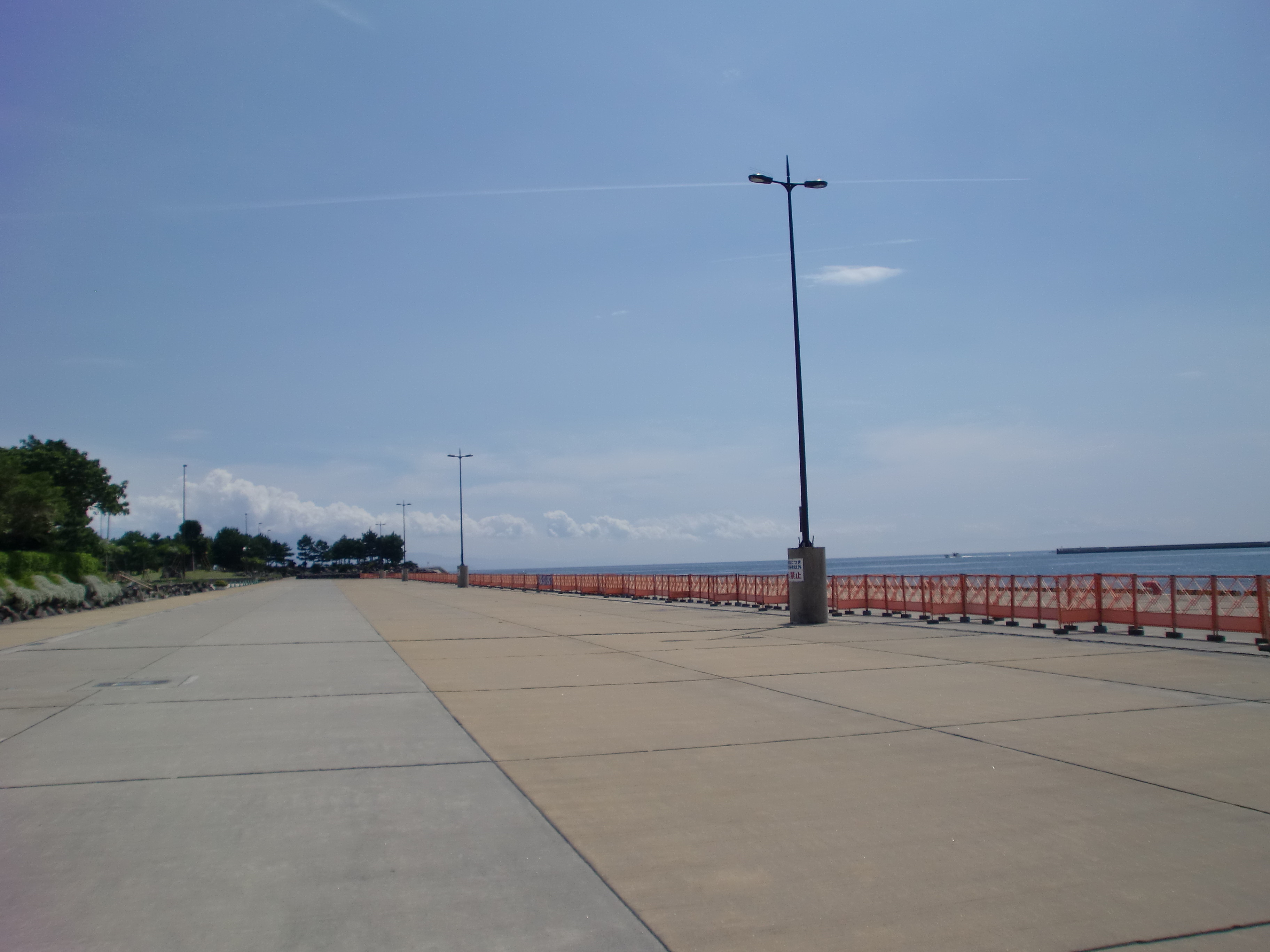
着岸施設
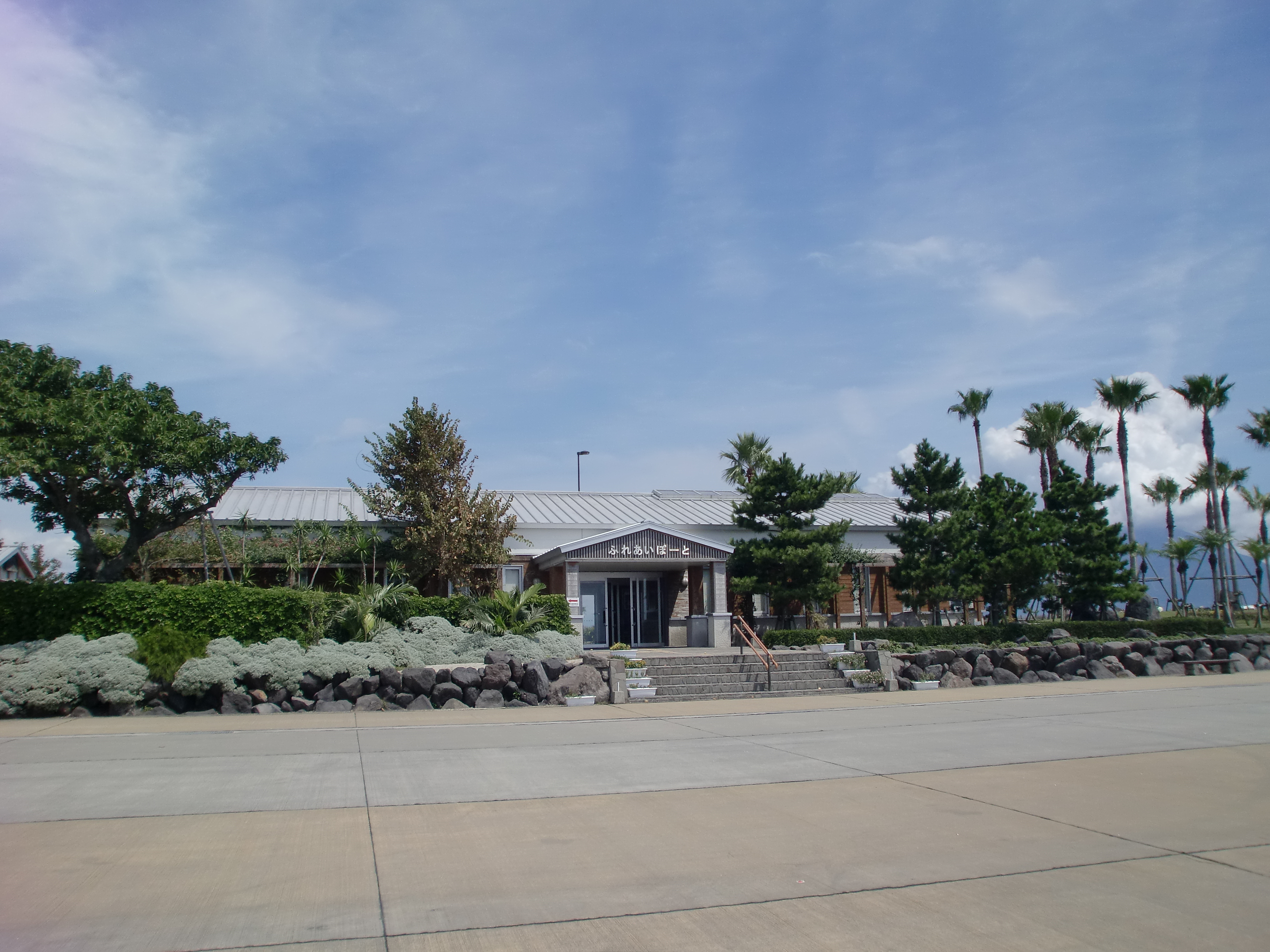
ふれあいポート
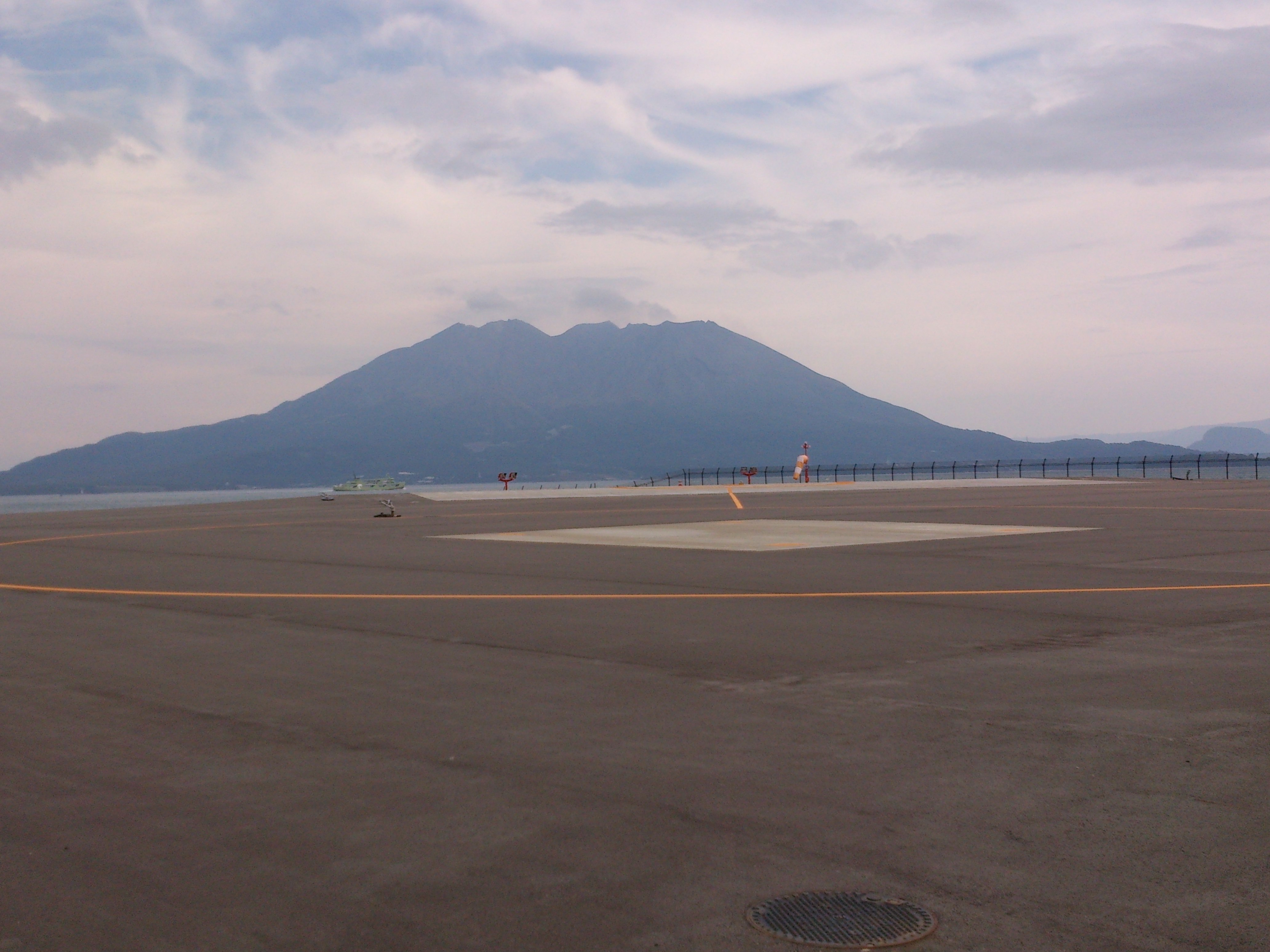
ヘリポート
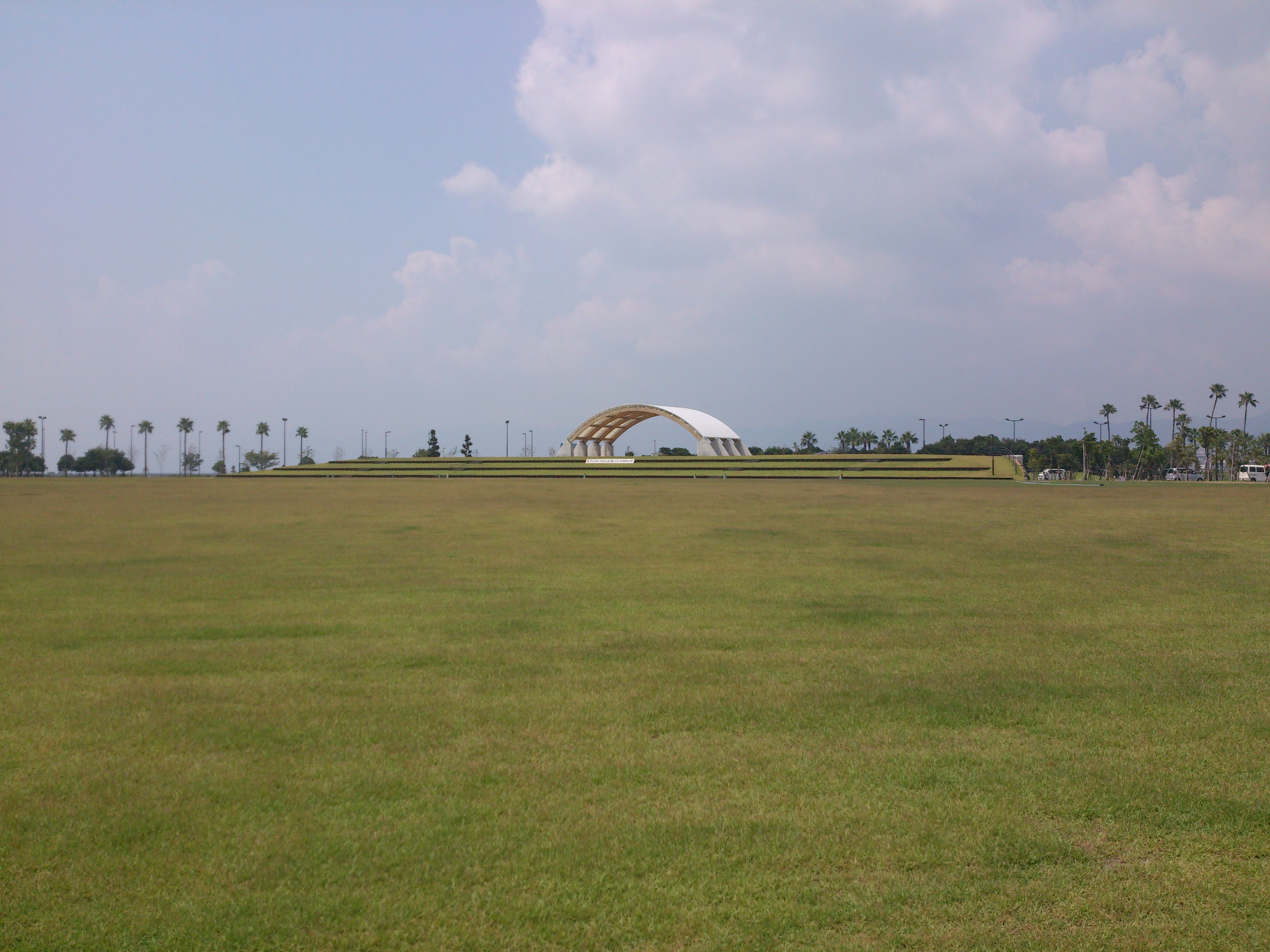
芝生広場と芝生観覧席

## 就航路線
- マリンポートかごしま - 鹿屋港(なんきゅうドックによる運行)

2025年2月1日より運行されている。

## アクセス
最寄りのバス停
- 国道225号脇田バス停から約750メートル。

最寄駅
- 指宿枕崎線宇宿駅から約1,200メートル。
- 鹿児島市電脇田電停から約1,200メートル。